# Gondiswil

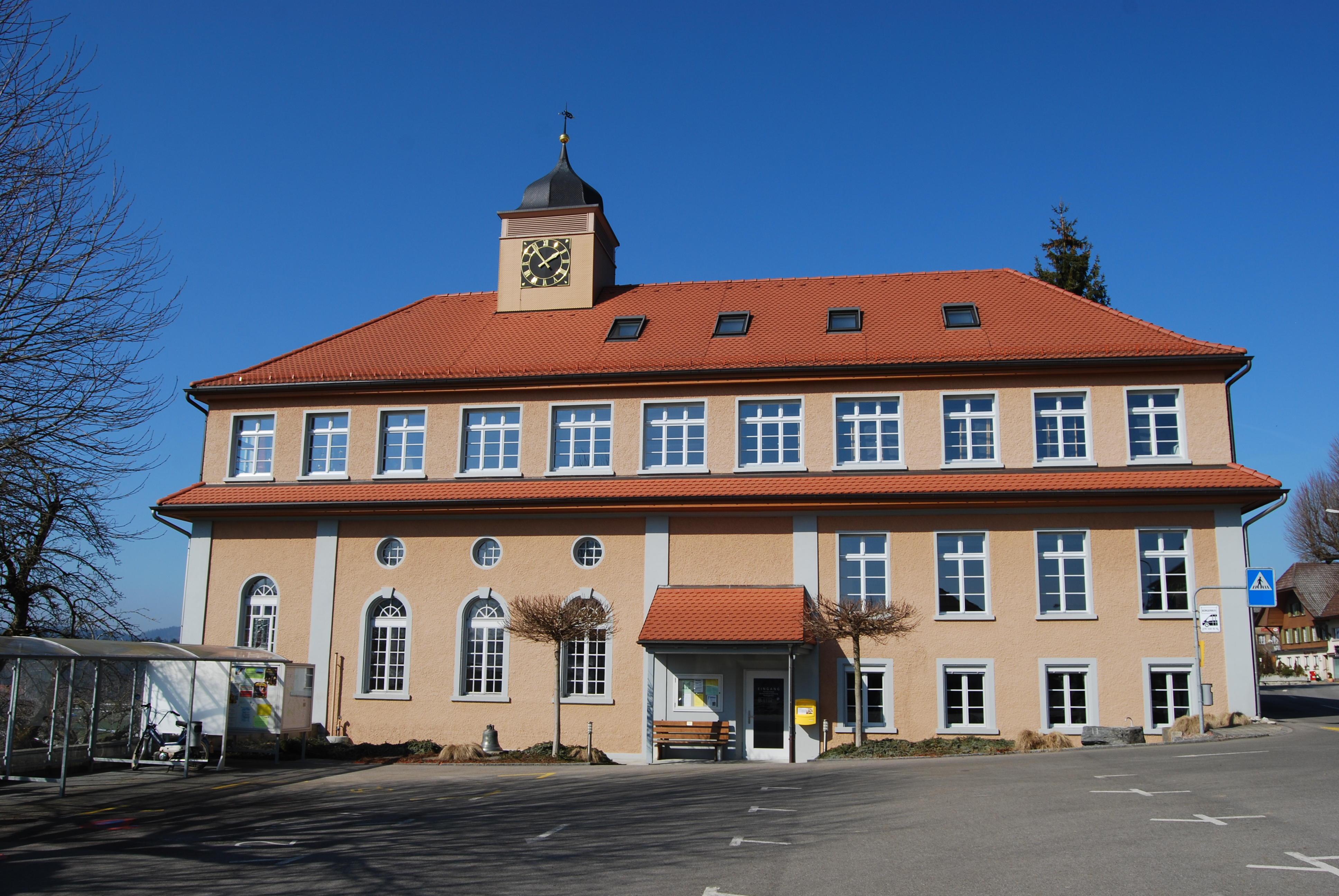
Gondiswil

Gondiswil is een gemeente en plaats in het Zwitserse kanton Bern, en maakt deel uit van het district Oberaargau.
Gondiswil telt 745 inwoners.